# Olfaktometrie

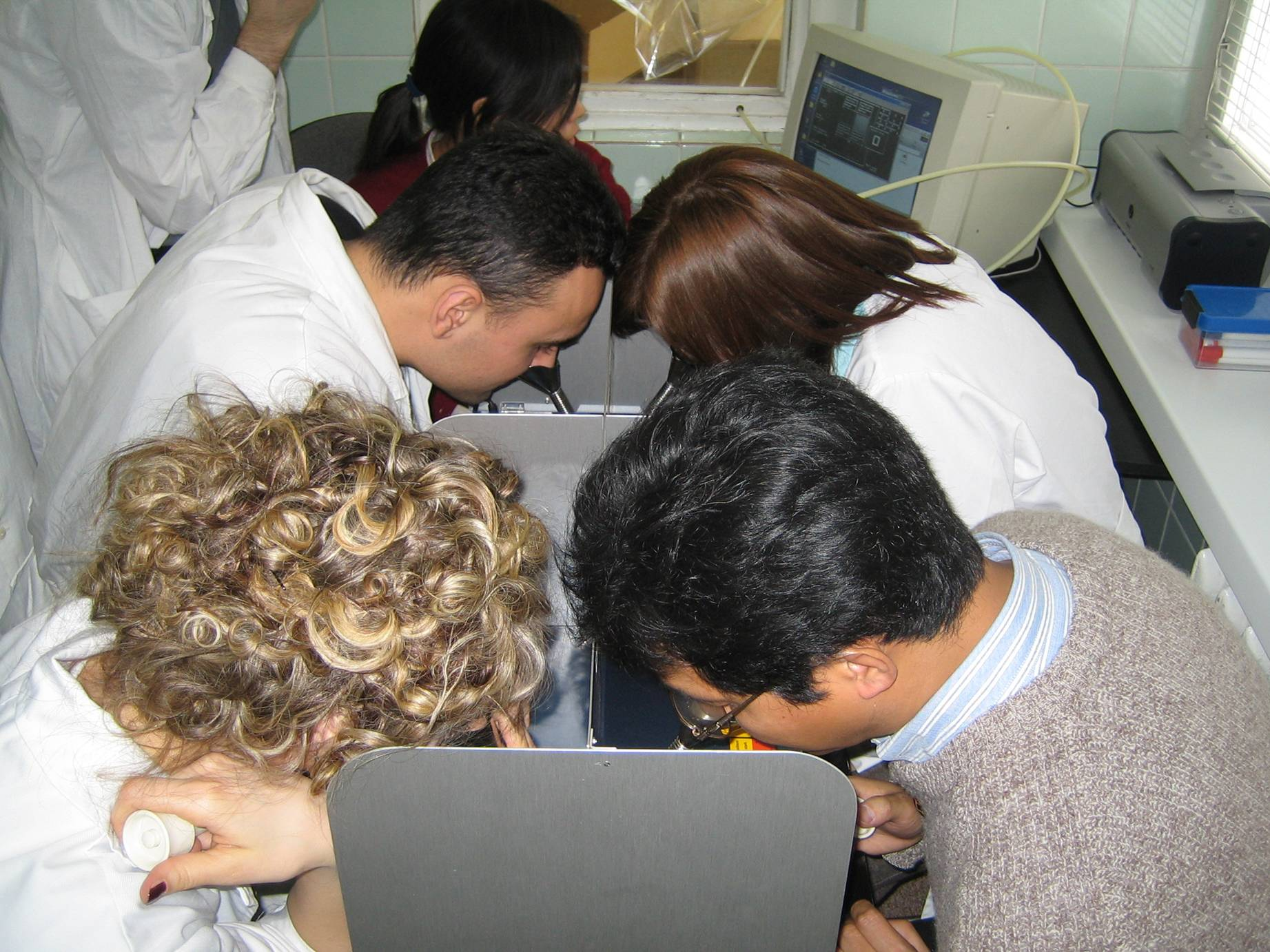
Prüfer an einem Olfaktometer

Olfaktometrie ist die Messung der Reaktion von Prüfpersonen auf den Geruchssinn betreffende Reize. Während einer kontrollierten Darbietung von mit Geruchsstoffen beladener Luft werden die hierdurch beim Menschen auftretenden Sinnesempfindungen erfasst. Die Geräte, mit denen die Geruchsproben den Prüfpersonen dargeboten werden, heißen Olfaktometer. Die Maßeinheit zur Quantifizierung von Gerüchen ist die Europäische Geruchseinheit, die unter anderem auch in der TA Luft Anwendung findet. Die in den 1980er-Jahren entwickelte Einheit Olf wird hingegen kaum noch verwendet.

## Mathematisch-naturwissenschaftliche Grundlagen
Mathematisch-naturwissenschaftliche Grundlage für die Olfaktometrie ist die Weber-Fechner-Gleichung, die einen Zusammenhang zwischen der Geruchsintensität I, der Konzentration des Geruchsreizes c und der Konzentration des Bezugsreizes c0 herstellt (kw ist eine Konstante):
{\displaystyle I=k_{w}\cdot \lg {\frac {c}{c_{0}}}}

## Aufbau und Entwicklung von Olfaktometern
Ein Olfaktometer besteht im Wesentlichen aus einer Pumpe, einer Mischapparatur, einer etwaigen Vorverdünnungseinrichtung, Schlauch- oder Rohrleitungen und einem oder mehreren Riechrohren. Die Pumpe fördert eine mit Neutralluft verdünnte Geruchsprobe von der Mischapparatur zu den Riechrohren. Die Pumpengeräusche sollen möglichst minimiert werden, um den Erfordernissen des Arbeitsschutzes gerecht zu werden und um eine Ablenkung der einzelnen Prüfer zu verhindern. Als Referenzstoff dient n-Butanol. Dieses wird in der Regel in Prüfgasflaschen bereitgestellt.
Die Entwicklung von Olfaktometern begann im Jahr 1888 mit dem Zwaardemaker Olfactometer.  In den 1960er-Jahren stieg aufgrund zunehmender Nachbarschaftsbeschwerden der Bedarf, Geruchsemissionen – damals überwiegend aus der Landwirtschaft – quantifizierbar zu machen. Anfang der 1970er-Jahre erschienen die ersten Messsysteme auf dem Markt, die später Olfaktometer genannt wurden.

## Dynamische und statische Olfaktometrie
Es werden zwei verschiedene Arten von Olfaktometern unterschieden. Sie unterscheiden sich durch die Verfahren zur Verdünnung der geruchsbehafteten Gase für die Prüfer.
Bei der statischen Olfaktometrie wird ein Teilvolumen des Abgases in einen geeigneten Beutel aus geruchsneutralem Material gesaugt und im Anschluss im Olfaktometer analysiert. In diesem wird das beprobte Abgas mit einem geruchlosen Gas vermischt.  Aus dem Verhältnis der Gasvolumina ergibt sich die Verdünnung. Olfaktometer, die nach diesem Verfahren arbeiten, heißen statische Olfaktometer.
Die dynamische Verdünnung basiert auf der Vermischung zweier bekannter Gasvolumenströme, der Geruchsprobe und der Neutralluft. Die Verdünnung wird aus den Volumenströmen berechnet. Analog zur Bezeichnung bei der statischen Verdünnung spricht man bei Geräten, die zwei Gasströme vermischen und durch einen gemeinsamen Ausgang fördern von dynamischen Olfaktometern und von dynamischer Olfaktometrie.

## Messprinzip
Bei der Messung wird einer Gruppe von Prüfern – Panel genannt – die zu untersuchende Probe in verschiedenen Verdünnungen dargeboten. Die Prüfer sind diejenigen Personen, deren jeweiliger Geruchssinn zum Messergebnis führt. Um verwertbare Ergebnisse zu erlangen, werden an die Prüfer zahlreiche festgelegte Anforderungen gestellt, sei es, dass sie nicht erkältet sind oder dass sie keine riechenden Körperpflegemittel vor der Messung verwendet haben. Üblicherweise besteht eine Gruppe aus vier Prüfern, die zeitgleich an der Messung beteiligt sind, was zugleich die vorgeschriebene Mindestgröße darstellt.
Bei der Messung selber wird dem Panel die Probe in ansteigenden Konzentrationen zugeführt. Die Verdünnung erfolgt mit geruchsfreier Neutralluft, z. B. Druckluft oder – bei entsprechenden Laborbedingungen – Umgebungsluft. Aus den Rückmeldungen der Prüfer wird in mehreren Messreihen der Verdünnungsfaktor ermittelt, bei dem 50 % der Prüfer einen Geruch wahrnehmen konnten: Die Geruchsschwelle.
Für diesen Verdünnungsfaktor ist die Grundeinheit der Geruchsstoffkonzentration, die Europäische Geruchseinheit je Kubikmeter (GEE/m³, meist kurz: GE/m³) definiert, sie beträgt hier 1 GE/m³. Die Geruchsstoffkonzentration der untersuchten Probe ist dann ein Vielfaches einer GE/m³, entsprechend der für die Geruchsschwellenbestimmung eingestellten Verdünnung. Die Geruchsstoffkonzentration in GE/m³ kann genauso verwendet werden wie die Massenkonzentration in kg/m³. In Analogie zum Schall werden zum Teil auch Geruchspegel in Dezibel (dBG) angegeben, wobei die Schwellenkonzentration von 1 GE/m³ als Bezugsgröße dient.

## Darbietung der Proben
Zur Feststellung der Geruchsschwelle und anderer Schwellenwerte werden bevorzugt zwei voneinander verschiedene Verfahren eingesetzt:
- Forced-Choice-Methode
- Ja/Nein-Modus

Bei der Forced-Choice-Methode, auch Zwangswahlverfahren genannt, werden dem Prüfer zwei oder mehr Riechrohre angeboten, wobei nur aus einem dieser Rohre die tatsächliche Probenluft strömt, während die anderen nur von Neutralluft durchströmt werden. Der Prüfer ist nun gehalten, eine Entscheidung zu treffen, aus welchem Rohr die Probe strömt, auch dann, wenn er sich nicht sicher ist und keinen Unterschied feststellen kann. Um die Schwankungsbreite zu verringern, wird der Prüfer gebeten anzugeben, ob es sich bei seiner Aussage um Vermutung, Ahnung oder Gewissheit handelt. Durch welches Rohr die Probe strömt wird variiert.
Beim Ja/Nein-Modus hat der Prüfer das aus einem Riechrohr austretende Gas dahingehend zu bewerten, ob er etwas riecht oder nicht. Dabei ist sich der Prüfer bewusst, dass auch sogenannte Nullproben an zufälligen Positionen in der Darbietungsreihe angeboten werden. Nullproben sind Proben, die nur aus Neutralluft bestehen. In diesem Modus kann dem Prüfer noch ein Riechrohr mit Neutralluft als dauerhafte Vergleichsmöglichkeit zur Verfügung gestellt werden.
Für beide Darbietungsverfahren gilt, dass jede Probe maximal für 15 Sekunden dargeboten werden darf. Ebenso muss die Pause zwischen zwei Darbietungen mindestens 30 Sekunden betragen. Beide Zeitvorgaben haben den Zweck, dass sich die Prüfer nicht an einen Geruch gewöhnen (Adaption).

## Anforderungen an Gerät, Labor und Prüfer
Bei der Olfaktometrie sollte wie in vergleichbaren Fällen die Sicherheit aller involvierten Personen Vorrang haben: Es sind die üblichen Sicherheitsvorschriften für Labore und andere Arbeitsplätze zu beachten, ebenso wie auf den sachgerechten Umgang mit unter Umständen giftigen Substanzen zu achten ist. So ist schon im Vorfeld zu überprüfen, ob giftige Stoffe im zu beprobenden Abgas enthalten sein können, da nicht nur die Prüfer, sondern auch die Probenehmer gefährdet werden könnten.
Da die Prüfer Menschen sind, unterliegen die Messergebnisse gewissen Schwankungen. Um diese so wenig wie möglich zu beeinflussen, enthält die Norm DIN EN 13725 einen „Verhaltenskodex für Prüfer und Prüfpersonen“. Neben der Tatsache, dass die Teilnehmer motiviert sein müssen, sind dort verschiedene Verhaltensweisen festgelegt, die dafür sorgen sollen, dass der Geruchssinn der Prüfer so wenig beeinträchtigt wird wie möglich. So sind dort beispielsweise Vorschriften zur Nahrungsaufnahme vor und während der olfaktometrischen Messung sowie zur persönlichen Hygiene enthalten.
Die Anforderungen an die Räumlichkeiten, in denen die Messung durchgeführt werden soll, lassen sich auch kurz damit zusammenfassen, dass auch dort alle Beeinflussungen der Prüfer zu vermeiden sind. Das betrifft sowohl Gerüche als auch andere Ablenkungen, wie z. B. laute Geräusche. Der maximale Kohlenstoffdioxidgehalt im Riechraum darf 0,15 % nicht überschreiten.
Für das Gerät gilt in erster Linie, dass alle Beeinflussungen der Probe und der Prüfer zu vermeiden sind. Es sollten also keine Materialien verwendet werden, die einen starken Eigengeruch aufweisen oder dazu neigen, mit den Geruchsstoffen zu reagieren und diese dadurch verändern. Um trotz sorgfältiger Materialauswahl „Restrisiken“ zu vermeiden, sollte man zusätzlich danach streben, Leitungslängen für die Geruchsprobe möglichst kurz zu halten. Bei Verwendung von Probenbeuteln sollten diese möglichst geringe Wechselwirkungen mit der Probe eingehen. Beispielsweise erfüllen Beutel aus Polyethylenterephthalat diese Anforderungen.
Im technischen Bereich schreibt die Norm DIN EN 13725 unter anderem vor, dass die Verdünnungseinheit des Olfaktometers zumindest den Verdünnungsbereich von 1:128 bis 1:16384 abdecken muss, wobei zwischen größter und kleinster möglicher Verdünnung ein minimaler Bereich von 213 (13 Verdünnungsstufen) einzuhalten ist.  Aktuelle, handelsübliche Olfaktometer besitzen vollautomatische Verdünnungssysteme mit einem Verdünnungsbereich von 1:4 bis 1:65536, was einem Bereich von 214 entspricht. Der Luftstrom an die Prüfer darf nicht unter 20 l/min liegen, wobei die DIN EN 13725 noch folgende Anmerkung dazu macht: „Die Öffnung sollte so geformt sein, dass die Luftgeschwindigkeit in der durchströmten Öffnung mindestens 0,2 m/s beträgt. Die Luftgeschwindigkeit aus dem Riechbecher wird in der Regel unter 0,5 m/s gehalten, um dem Prüfer Unbehaglichkeit zu ersparen.“

## Messunsicherheit und Nachweisgrenze
Bei der Olfaktometrie haben einige Komponenten wie Verdünnungseinheit, Referenzgas, Prüfer und Messraum einen besonderen Einfluss auf die Messunsicherheit. Gemäß DIN EN ISO/IEC 17025 müssen Messlabore über ein Verfahren zur Bestimmung der Messunsicherheit verfügen und dies anwenden. Für ein einzelnes Labor bedeutet dies in der Praxis, Doppelbestimmungen durchführen zu müssen. Da dies unter anderem ein zweites Olfaktometer erfordert, sind für einzelne Labore die Bestimmung der Messunsicherheit auf der Basis von Doppelbestimmungen in der Regel nicht möglich.
Beim Vergleich von mehreren Messungen der gleichen Geruchsprobe zeigt sich eine große Schwankung der Ergebnisse, besonders, wenn verschiedene Labore beteiligt sind. In Ringversuchen wurden identische Geruchsproben von verschiedenen Laboren unter kontrollierten Bedingungen nach den Vorgaben der EN 13725 vermessen. Die Ergebnisse ergaben aufgrund der großen Qualitätsunterschiede der teilnehmenden Labore eine enorme Messunsicherheit. Mit dem genormten Instrumentarium des 'Guide to the Expression of Uncertainty in Measurement', kurz GUM genannt, ergibt sich eine erweiterte Messunsicherheit (bei 95 % Konfidenzintervall) zwischen dem Vierfachen und einem Viertel des Messwertes. Eine gemessene Geruchsstoffkonzentration von 1000 GE/m³ weist daher einen Messunsicherheitsbereich zwischen 250 und 4000 GE/m³ auf. Akkreditierte Olfaktometerlabore auf hohem Qualitätsniveau können diese Messunsicherheit deutlich reduzieren. Diese Labore liefern, durch die Einhaltung der nach DIN EN 13725 vorgegebenen Genauigkeit und Wiederholpräzision auf Referenzgeruchsstoffe, reproduzierbare Ergebnisse. Die Einhaltung dieser Anforderungen können heute nur wenige Labore anhand von erfolgreichen Ringversuchergebnissen nachweisen.
Als Nachweisgrenze der Olfaktometrie wird die niedrigste wahrnehmbare Geruchsstoffkonzentration, die mit 95 % statistischer Sicherheit als von Null verschieden bestimmt werden kann, festgelegt. Zu ihrer Bestimmung sind mindestens sechs voneinander unabhängige Messungen durchzuführen.